# Евальд фон Массов
Евальд Роберт Валентін фон Массов (нім. Ewald Robert Valentin von Massow; 17 квітня 1869, Бельгард — 12 жовтня 1942, Берлін) — німецький офіцер, генерал артилерії запасу вермахту (27 серпня 1939), почесний группенфюрер СС (19 липня 1944).

## Біографія
Представник знатного померанського роду. Син генерала кавалерії Роберта фон Массова. 23 березня 1887 року вступив в Прусську армію. Професійний військовий, флігель-ад'ютант імператора Вільгельма. Учасник Першої світової війни. Член НСДАП (квиток №315 743) і СС (посвідчення №39 421), керівник управління Імперського керівництва НСДАП. Член Особистого штабу рейхсфюрера СС. Помер від серцевої недостатності.

## Нагороди
- Орден Червоного орла 4-го класу з короною
- Орден Корони (Пруссія)
  - 4-го класу з мечами
  - 3-го класу з мечами на кільці
  - 2-го класу з мечами
- Столітня медаль
- Орден Святого Йоанна (Бранденбург), почесний лицар
- Орден Заслуг герцога Петра-Фрідріха-Людвіга 2-го класу зі срібною короною
- Орден дому Саксен-Ернестіне, лицарський хрест 1-го класу
- Орден «Святий Олександр», командорський хрест з мечами (Третє Болгарське царство)
- Орден князя Данила I, командорський хрест (Князівство Чорногорія)
- Орден Зірки Румунії, офіцерський хрест
- Орден Корони Румунії, командорський хрест
- Орден Святого Савви, великий офіцерський хрест (Королівство Югославія)
- Хрест «За вислугу років» (Пруссія)
- Залізний хрест 2-го і 1-го класу
- Королівський орден дому Гогенцоллернів, лицарський хрест з мечами (26 вересня 1915)
- Князівський орден дому Гогенцоллернів, почесний хрест 3-го класу
- Почесний хрест ветерана війни з мечами
- Почесний доктор політичних наук